# エルンスト方程式
エルンスト方程式（エルンストほうていしき, Ernst equation）は一般相対性理論において定常軸対称時空における重力場を定める方程式である。1968年にFrederick Joseph Ernstによって導かれた。

## 概要
真空の軸対称定常時空の計量は、円柱座標 {\displaystyle (t,\rho ,\phi ,z)} を用いるとき、一般に関数 {\displaystyle f(\rho ,z)}, {\displaystyle \omega (\rho ,z)}, {\displaystyle \gamma (\rho ,z)} を用いて
{\displaystyle ds^{2}=f^{-1}\left[e^{2\gamma }(dz^{2}+d\rho ^{2})+\rho ^{2}d\phi ^{2}\right]-f(dt-\omega \,d\phi )^{2}}
という形（ワイル座標）に表示できる。このとき真空中のアインシュタイン方程式から {\displaystyle f} および {\displaystyle \omega } が方程式
{\displaystyle f\nabla ^{2}f=\mathbf {\nabla } f\cdot \mathbf {\nabla } f-\rho ^{-2}f^{4}\mathbf {\nabla } \omega \cdot \mathbf {\nabla } \omega }
{\displaystyle \mathbf {\nabla } \cdot (\rho ^{-2}f^{2}\mathbf {\nabla } \omega )=0}
を満たすことが導かれる。{\displaystyle \gamma } は他の関数が定まればアインシュタイン方程式の残りの成分から容易に特定できる。{\displaystyle \omega } の代わりとなるポテンシャル {\displaystyle b} を、{\displaystyle \mathbf {n} } を方位角方向の単位ベクトルとして
{\displaystyle f^{-2}\mathbf {\nabla } b=-\rho ^{-1}\mathbf {n} \times \mathbf {\nabla } \omega }
によって導入することができる。{\displaystyle f} および {\displaystyle b} からエルンストポテンシャル
{\displaystyle {\mathcal {E}}=f+ib}
を定義するとき、上の方程式系はエルンスト方程式
{\displaystyle ({\mathsf {Re}}\,{\mathcal {E}})\nabla ^{2}{\mathcal {E}}=\mathbf {\nabla } {\mathcal {E}}\cdot \mathbf {\nabla } {\mathcal {E}}}
に帰着される。あるいは、エルンストポテンシャルとして {\displaystyle {\mathcal {E}}} の代わりに
{\displaystyle \xi ={\frac {1-{\mathcal {E}}}{1+{\mathcal {E}}}}}
を用いることもあり、この場合、Ernst 方程式は
{\displaystyle (\xi \xi ^{*}-1)\nabla ^{2}\xi =2\xi ^{*}\mathbf {\nabla } \xi \cdot \mathbf {\nabla } \xi =0}
となる。

## 性質

### 可積分性
エルンスト方程式は完全可積分であり、ラックス表現を持つことやパンルヴェ性が示されている。特に、エルンストポテンシャル {\displaystyle {\mathcal {E}}=f+ib} から
{\displaystyle J={\frac {1}{f}}{\begin{pmatrix}1&-b\\-b&f^{2}+b^{2}\end{pmatrix}}}
という行列を導入するとき、エルンスト方程式はヤン方程式
{\displaystyle \partial _{\rho }(\rho (\partial _{\rho })J^{-1})+\partial _{z}(\rho (\partial _{z}J)J^{-1})=0}
に書き換えられることから、エルンスト方程式は {\displaystyle SL(2,\mathbb {R} )}-シグマ模型と等価である。

### エルンストポテンシャルによる厳密解の表現
カー解は定常軸対称ブラックホール時空を表すアインシュタイン方程式の厳密解であり、質量 {\displaystyle m} および角運動量 {\displaystyle J} というふたつのパラメータによって特徴づけられる。{\displaystyle J=m^{2}\sin \varphi } によりパラメータ {\displaystyle \varphi } を導入するとき、カー解に対応するエルンストポテンシャルは
{\displaystyle {\mathcal {E}}={\frac {e^{-i\varphi }r_{+}+e^{i\varphi }r_{-}-2m\cos \varphi }{e^{-i\varphi }r_{+}+e^{i\varphi }r_{-}+2m\cos \varphi }},\ \ r_{\pm }={\sqrt {(z\pm m\cos \varphi )^{2}+\rho ^{2}}}}
と表現される。{\displaystyle \varphi =0} のときこれはシュワルツシルト解に帰着する。エルンストは逆にエルンスト方程式を用いることでシュワルツシルト解からカー解を容易に構成できることを示した。

## 歴史
1963年の Roy Kerr による軸対称定常ブラックホール解の導出は代数的な計算によるものであり、Frederick Joseph Ernst は Kerr 解を一般化する研究の中で現在 Ernst ポテンシャルとして知られる複素ポテンシャルを導入することで定常軸対称時空に関する Einstein 方程式を極めて単純な形に書き直すことができることに気づいた。
1972年にはエルンスト方程式に基づいて富松・佐藤解という新しいアインシュタイン方程式の解が発見された
。この解が動機となり、系統的な厳密解の構成やソリトン理論のエルンスト方程式への応用といった研究が活発になされた。